# Ronaldo Rodrigues de Jesus
Ronaldo Rodrigues de Jesus (vzdevek Ronaldão), brazilski nogometaš, * 19. junij 1965.
Za brazilsko reprezentanco je odigral 14 uradnih tekem in dosegel dva gola.